# Karl David August Röder
 Der er for få eller ingen kildehenvisninger i denne artikel, hvilket er et problem. Du kan hjælpe ved at angive troværdige kilder til de påstande, som fremføres i artiklen.

Karl David August Röder (født 23. juni 1806 i Darmstadt, død 20. december 1879 i Heidelberg) var en tysk retslærd.
Röder, der blev privatdocent 1830 i Giessen, måtte efter udgivelsen af sit skrift Grundzüge der Politik des Rechts. I. Einleitung. Allgemeine Staatsverfassungslehre (1837) opgive denne virksomhed. I 1839 blev han privatdocent i Heidelberg, 1842 ekstraordinær professor sammesteds, 1879 honorarprofessor.
Ligesom Heinrich Ahrens var han påvirket af K.C.F. Krause, han var en ivrig tilhænger af den strafferetlige forbedringsteori og en lige så skarp modstander af gengældelsesteorien. Størst betydning har Röder som fængselsteoretiker, medens hans retsfilosofiske arbejder — Grundzüge des Naturrechts oder der Rechtsfilosofie (1846, 2. udgave i 2 afdelinger 1860 og 1863) og andre — ikke blev påagtede i Tyskland.
Foruden at udgive Krause’s System der Rechtsphilosophie (1874) og J.J. Kaups Grundriss zu einem System der Natur (1877) skrev Röder — foruden en mængde afhandlinger i inden- og udenlandske tidsskrifter — Zur Rechtsbegrundung der Besserungsstrafe (1846), Grundgedanken und Bedeutung des römischen und germanischen Rechts (1855), Der Strafvollzug im Geist des Rechts (1863), Besserungsstrafe und Besserungsstrafanstalten als Rechtsforderung (1864), Die herrschenden Grundlehren von Verbrechen und Strafe in ihren inneren Wiedersprüchen (1867) og Estudios sobre derecho penal y sistemas penitenciarios (1875).
I udlandet, særlig i Holland, Spanien og Italien, nød Röder stort ry. Hans Naturret blev således oversat på spansk 1879, og C.F. Gabba behandlede hans tanker i skriftet La scuola di Roeder ed il sistema dell'isolamento carceriano (1868).